# Vår (herregård)
 For alternative betydninger, se Vår. (Se også artikler, som begynder med Vår)
Vår er en gammel hovedgård, som nævnes første gang i 1450. Gården ligger 3 kilometer sydvest for fiskerlejet Staun ved Limfjorden og 3 kilometer nord for Farstrup. Gården ligger i Farstrup Sogn, som nu hører til Aalborg Kommune. 1970-2007 hørte sognet til Nibe Kommune og før 1970 til Slet Herred i Ålborg Amt.

## Navnet
Vår er Kort- og Matrikelstyrelsens officielle stavemåde, som også bruges i stednavnene Vår Skov, Vår Mark, Vår Enge og Vår Holm. Formen Vaar bruges på ældre kort og forekommer på en bygning uden for gårdens port.
Hovedgårdens nuværende ejere benytter stavemåden Waar. Navnet er i flere sandstensrelieffer fra gårdens bygninger stavet Wore eller Woer og på gamle kort Vorgaard. Navnet kommer af det gamle ord Vara, der betyder udmark.

## Historie
Hovedbygningen er opført i 1587-90 som et af de største herregårdsanlæg i Nordjylland med tre fløje i tre etager og med tårn, voldgrav og vindebro. Dengang havde godset et jordtilliggende på omkring 10.000 hektar.
Foruden kvægbrug og fiskeri havde godset en indbringende færgefart mellem Staun og Attrup i Han Herred. Uden for gårdens port findes stadig den gamle rejselade, hvor de rejsende kunne overnatte, når de ventede på færgen.
I 1722 ville den daværende ejer gøre huset til en mere tidssvarende bolig ved at rive øverste etage ned. Han sløjfede voldgravene, som der dog stadig findes en rest af, og anlagde en stor have i voldanlægget. Her findes en labyrint.
I dårlige tider blev jorden efterhånden solgt fra, og i 1922 var der kun 15 hektar tilbage, efter at Staten havde købt 500 hektar til udstykning af statshusmandsbrug. Forfatteren Knuth Becker købte ejendommen i 1934 og boede der til sin død i 1974.
Vivi og Anders Amager har gjort Waar til familieejendom med alle nuværende fire børn som medejere.
Der er nu Bed and breakfast, antikvitetssalg og rundvisninger i hovedbygningen.

## Ejere af Waar
- (1450-1536) Vitskøl Kloster
- (1536-1573) Kronen
- (1573-1583) Bjørn Andersen Bjørn
- (1583-1601) Karen Friis gift Bjørn
- (1601-1608) Margrethe Bjørnsdatter Bjørn gift Worm
- (1608-1622) Georg Jørgen Ernst Jørgensen Worm
- (1622-1623) Anders Friis
- (1623-1639) Christian Friis
- (1639-1647) Christian Friis
- (1647-1667) Jørgen Enevoldsen Seefeld
- (1667-1668) Enke Fru Seefeld
- (1668-1674) Niels Bentsen Benzon
- (1674-1708) Niels Nielsen Benzon
- (1708-1718) Peder Nielsen Benzon
- (1718-1756) Jochum Poulson
- (1756-1760) Karen Hansdatter Benzon gift Poulson
- (1760-1792) Marcus Pauli Marcussen
- (1792) Poul Marcussen / Ulrich Christian von Schmidten
- (1792-1803) Ulrich Christian von Schmidten
- (1803-1809) Bendix Claudi / H. J. Lindahl
- (1809-1810) Wulff Salomon / Samuel Dan / Warburg
- (1810) Wulff Salomon
- (1810-1856) Jacob Thomas Trojel
- (1856-1858) P.J. Ørting / Valdemar Buchtrup
- (1858-1873) Valdemar Buchtrup
- (1873-1889) Emil Nicolaj Helms
- (1889-1911) Gerner Wolff-Sneedorff
- (1911-1913) J.P. Nielsen
- (1913-1915) Forskellige ejere
- (1915-1918) Aktieselskabet Krastrup Hovedgård
- (1918) Clausen
- (1918-1920) Forskellige Ejere
- (1920-1922) J. Chr. Jensen / Oscar Christensen
- (1922-1923) V. Hjorth
- (1923-1934) Aalborg Amts Udstykningsforening
- (1934-1976) Knuth Becker
- (1976-1977) Christian Lomborg
- (1977-2007) Vivi Amager / Anders Amager
- (2007-) Vivi Amager / Anders Amager / David Amager / Lykke Amager Janek / Mikkel Amager / Anne-Sophie Amager